# 動産三社
動産三社（どうさんさんしゃ）とは、動産保険（月掛の小口損害保険）を主業としていた会社のうち、規模の大きかった3社のこと。
3社とは

## 日本動産火災保険
本社・大阪。安田財閥系。戦後、日動火災海上保険に改称。現在の東京海上日動火災保険。

## 東京動産火災保険
本社・東京。戦後、大東京火災海上保険に改称。現在のあいおいニッセイ同和損害保険。

## 日本簡易火災保険
本社・大阪。戦後、富士火災海上保険に改称するが、2018年にAIG損害保険(旧AIU損保)に吸収合併され消滅。